# Alfreton Town F.C.
Alfreton Town là một câu lạc bộ bóng đá có trụ sở tại Alfreton, Derbyshire, Anh. Câu lạc bộ hiện thi đấu tại National League North, giải hạng sáu của bóng đá Anh. Đội có sân nhà tại North Street.

## Thành tích
- National League
  - Nhà vô địch North Division mùa giải 2010–11
- Northern Premier League
  - Nhà vô địch Division One mùa giải 2002–03
- Northern Counties East League
  - Nhà vô địch Premier Division các mùa giải 1986–87, 2001–02
  - Nhà vô địch League Cup các mùa giải 1984–85, 2001–02
  - Nhà vô địch President's Cup các mùa giải 2001–02
- Midland League
  - Nhà vô địch các mùa giải 1969–70, 1973–74, 1976–77
  - Nhà vô địch League Cup các mùa giải 1971–72, 1972–73, 1973–74
- Derbyshire Senior Cup
  - Nhà vô địch các mùa giải 1960–61, 1969–70, 1972–73, 1973–74, 1981–82, 1994–95, 2001–02, 2002–03, 2015–16, 2018–19[2]
- Derbyshire mùa giải Beneficiaries Cup
  - Nhà vô địch 2004–05[2]
- Evans Halshaw Floodlit Cup
  - Nhà vô địch các mùa giải 1987–88, 1995–96[2]
- Ladbrokes Gala Cup
  - Nhà vô địch mùa giải 1976–77[2]